# 假面騎士 (Skyrider)
《假面骑士》，为假面骑士系列第六作，于1979年（昭和54年）10月5日播放至1980年（昭和55年）10月10日，由每日放送、TBS电视网播放，全54话。為免與第一作假面骑士混淆，通稱作《新假面骑士》（仮面ライダー（新））或《假面骑士Sky Rider》（仮面ライダー スカイライダー）。

## 概要
本作前期在立意和设定上都致敬了1971年的假面骑士系列第一作《假面骑士》，并有着自己的特色，主角变身后并不像以往作品以标题名字（如强人、亚马逊）作為主角骑士的稱號，而是直接被稱為“假面骑士”，也同样采用了初代的风车腰带和基本变身动作；而本作前期消灭怪人时并非以往的爆炸，而是消失；必杀技并非以往的独创技而是骑士踢。但在后期路线变更，前作骑士纷纷回归，主角的称呼由“假面骑士”变更为“天空骑士”，且采用了消灭怪人后的爆炸，骑士踢再次改为天空踢。也是第一个能飞的假面骑士，这也是一些假面騎士迷不能接受的，因为之前假面骑士最多跳得高但不会真的飞，但像超人力霸王就可以（情况就像假面騎士J的变大）。

## 主要角色
- 筑波洋／假面骑士/天空骑士

（香港配音（劇場版）：曾秉輝)
天空骑士的本体。变身的台词开始是「变身！」，强化后改为「天空骑士变身！」城北大学滑翔系的学生。与歷代骑士不同的是，洋被改造为天空骑士后并没有怨恨任何人，而是积极准备与邪恶集团对抗。
- 志度敬太郎

因为他是生物改造工程的权威而被新修卡追捕。为了救重伤的洋而答应与新修卡合作。当洋的改造完成之后就于他一起逃离了新修卡。13话之后移民到海外居住。本角色在前期的地位相当于昭和前五作的[立花藤兵卫]
- 叶みどり

志度博士的女儿，初登场时性格冷淡，再次出场则活泼开朗，谷源次郎登場后的几话因集体被怪人绑架而受伤，而此角色再也没有登场
- 野崎ユミ
- 杉村ミチ

与志度博士同期支援筑波洋的两名年轻女性，随着志度博士的退场，此二角中期以后便没有登场
- 飛田今太

一名记者，前期作为喜剧角色每集都会出场拍摄怪人照片，但都会被怪人吓得半死，而此角色中后期便没有登场
- 谷源次郎

餐厅老板，也是筑波洋的前辈，中期出场，随着志度博士离开后代替支援筑波洋的人物，也是真正陪伴主角到最后的支援者，此角色的地位则是如昭和前五作的[立花藤兵卫]，而后作《假面骑士SUPER ONE》中此角色也有登场，不同的是本作是餐厅老板，后作中却是摩托车店店长，而剧中前期并没表明两部作品的联系
- 沼

古源次郎的助手，即餐厅店员，很喜欢吐槽同样身为店员的女性们，经常因各种原因涉及怪人引发的事件
- 小泽アキ
- 伊东ナオコ
- 矢田勘次／がんがんじい

后期出场的角色，自称“日本第一的钢堪次”，有颗正义之心想保护人类对抗怪人，因此自制了盔甲自认为英雄，但实力很弱不足以对付怪人，只能做声援角色甚至还会帮倒忙。此角色的地位似乎是取代了前期的飞田今太

### 新修卡
新修卡（Neo Shocker）是修卡（Shocker）被假面骑士打败后，又重组的邪恶组织。以征服世界为目的。这个组织的怪人和修卡一样，都是将生物的能力移植到人身上进行改造。新修卡的首领是一只来自外太空的龙型怪兽。

#### 干部
- 怪物将军（堀田真三）

新修卡初代的大干部。从第１話到第１７話出场。因为屡次失败而受到魔神提督的最后警告，最后被天空骑士击败，被魔神提督处死。
- 魔神提督（中庸助）

从第１７話开始出场的新修卡指挥官，在第53话因为被天空骑士所击败，被愤怒的大首领打成碎片。

## 天空騎士
筑波洋在一次露營活動中遇上被新修卡追捕的志度博士，筑波在拯救博士時身受重傷，博士為了讓筑波存活下來，向新修卡提議對筑波進行改造手術，怪物將軍本以為博士會將筑波改造成聽命於新修卡的怪人，但結果筑波在改造手術後成為了對抗新修卡的假面騎士。
天空騎士與各個早期的假面騎士一樣，都是靠變身腰帶上的風車吸收風能作為能量，而天空騎士的變身腰帶「龍捲風」，左右兩側還設有重力減低裝置，讓天空騎士擁有飛行能力。
天空騎士初時擁有深綠色的身軀，胸前的盔甲與手臂則為啡紅色；後來各個假面騎士前輩對天空騎士進行特訓，令天空騎士的能力提升多達 20 倍，身軀變成鮮綠、鮮紅色，變身腰帶上的風車裝置亦稍為變大了。
除了變身腰帶與座騎 Sky Turbo 外，天空騎士並沒有任何專屬武器或裝置，所以天空騎士在絕大部份對戰中都只會直接以身體或配合 Sky Turbo 作出攻擊。與各個幪面超人前輩一樣，天空騎士在大部份戰鬥中，都是以從高空踢向目標的必殺技來打敗敵人，天空騎士稱這必殺技為天空踢。

## 放映列表
| 播放           | 集數 | 日本原文標題                                 | 登場怪人 | 客串假面騎士 | 編劇     | 導演     |
| -------------- | ---- | -------------------------------------------- | --- | --- | -------- | -------- |
| 1979年 10月5日 | 1    | 改造人間 大空を翔ぶ                          | - ガメレオジン（CV：沢りつお）                                                                                         | - | 伊上勝   | 山田稔   |
| 10月12日       | 2    | 怪奇！クモンジン                             | - クモンジン（CV：仁内達之） - 素体・ナンバー105（演：団巌）                                                           | - | 伊上勝   | 山田稔   |
| 10月19日       | 3    | 勇気だ！コウモリ笛の恐怖                     | - コウモルジン（CV：村越伊知郎） - 人間態・マンションの管理人（演：久地明）                                            | - | 伊上勝   | 田口勝彦 |
| 10月26日       | 4    | 2つの改造人間 怒りのライダーブレイク         | - サソランジン（CV：八代駿） - 素体・上村美也（演：里見和香）                                                          | - | 伊上勝   | 田口勝彦 |
| 11月2日        | 5    | 翔べ 少女の夢をのせて                        | - ドクバチジン（CV：市川治）                                                                                           | - | 伊上勝   | 山田稔   |
| 11月9日        | 6    | キノコジン 悪魔の手は冷たい                  | - キノコジン（CV：梶哲也） - 人間態・ニセ雪江（演：上原美佐）                                                          | - | 平山公夫 | 山田稔   |
| 11月16日       | 7    | カマキリジン 恐怖の儀式                      | - カマギリジン（CV：沢りつお） - 人間態（演：河原崎洋夫）                                                              | - | 伊上勝   | 田口勝彦 |
| 11月23日       | 8    | ムカデンジンの罠 謎の手術室                  | - ムカデンジン（CV：槐柳二） - 人間態・進堂誠（演：神弘）                                                              | - | 伊上勝   | 田口勝彦 |
| 11月30日       | 9    | コブランジンの殺人軍団                       | - コブランジン（CV：辻村真人） - 人間態（演：中屋敷哲也）                                                              | - | 伊上勝   | 山田稔   |
| 12月7日        | 10   | 見た！カニンガージンの秘密                   | - カニンガージン（CV：梶哲也）                                                                                         | - | 平山公夫 | 山田稔   |
| 12月14日       | 11   | サンショウジン！地獄谷の脱出                 | - サンショウジン（CV：槐柳二）                                                                                         | - | 江連卓   | 山田稔   |
| 12月21日       | 12   | 暗闇のサンタクロース あぁ〜変身不可能        | - ナメクジン（CV：山下啓介） - 人間態（演：天野正登）                                                                  | - | 伊上勝   | 田口勝彦 |
| 12月28日       | 13   | アリジゴクジン 東京爆発3時間前               | - アリジゴクジン（CV：峰恵研）                                                                                         | - | 伊上勝   | 田口勝彦 |
| 1980年 1月4日  | 14   | ハエジゴクジン 仮面ライダー危機一髪          | - ハエジゴクジン（CV：村越伊知郎）                                                                                     | - | 伊上勝   | 山田稔   |
| 1月11日        | 15   | 恐怖 アオカビジンの東京大地震                | - アオカビジン（CV：辻村真人）                                                                                         | - | 平山公夫 | 山田稔   |
| 1月18日        | 16   | 不死身のゴキブリジン Gモンスターの正体は？   | - ゴキブリジン（CV：市川治，第16話） - ゼネラルモンスター / ヤモリジン - プロフェッサー・ドク（演：高杉玄）            | - | 伊上勝   | 山田稔   |
| 1月25日        | 17   | やったぞ！Gモンスターの最後                  | - ゴキブリジン（CV：市川治，第16話） - ゼネラルモンスター / ヤモリジン - プロフェッサー・ドク（演：高杉玄）            | - | 伊上勝   | 山田稔   |
| 2月1日         | 18   | 魔神提督の電気ジゴク大作戦                   | - シビレイジン（CV：八代駿） - プロフェッサー・ドク                                                                    | - | 伊上勝   | 奥中惇夫 |
| 2月8日         | 19   | 君も耳をふさげ！オオカミジン 殺しの叫び      | - オオカミジン（CV：沢りつお） - 人間態（演：新海丈夫）                                                                | - | 伊上勝   | 奥中惇夫 |
| 2月15日        | 20   | 2人の仮面ライダー もう1人はだれだ？          | - サイダンプ（CV：仁内達之） - クラゲロン（CV：峰恵研）                                                                | - 幪面超人強者（CV：池水通洋） | 伊上勝   | 山田稔   |
| 2月22日        | 21   | ストロンガー登場 2人ライダー対強敵2怪人      | - サイダンプ（CV：仁内達之） - クラゲロン（CV：峰恵研）                                                                | - 幪面超人強者（CV：池水通洋） | 伊上勝   | 山田稔   |
| 2月29日        | 22   | コゴエンスキー 東京冷凍5秒前                 | - コゴエンスキー（CV：朝戸鉄也）                                                                                       | - | 土筆勉   | 田口勝彦 |
| 3月7日         | 23   | 怪人ムササビ兄弟と2人のライダー              | - ムササベーダー・兄（CV：村越伊知郎） - 憑依体･支配人（演：柏木隆太） - ムササベーダー・弟（CV：山下啓介） - 爆弾人間 | - 幪面超人V3（CV：宮内洋） | 伊上勝   | 山田稔   |
| 3月14日        | 24   | マダラカジン 毒ガスの恐怖                    | - マダラカジン（CV：安原義人） - 人間態（演：高木真二）                                                                | - | 鷺山京子 | 田口勝彦 |
| 3月21日        | 25   | 重いぞ！重いぞ!! 50トンの赤ちゃん            | - ゾウガメロン（CV：池水通洋） - ボンゴ（演：岩永信行→福田信義）                                                       | - | 江連卓   | 奥中惇夫 |
| 3月28日        | 26   | 3人ライダー対ネオショッカーの学校要塞        | - ドクガンバ（CV：八代駿）                                                                                             | - 幪面超人1號（CV：池水通洋，第27、28話） - 幪面超人2號（第27、28話） - 幪面超人V3（CV：島田敏，第27、28話） - ライダーマン（CV：朝戸鉄也） - 幪面超人X（CV：永江智明） - 幪面超人AMAZON（第27、28話） - 幪面超人強者（CV：朝戸鉄也，第27、28話） | 山崎久   | 奥中惇夫 |
| 4月4日         | 27   | 戦車と怪人二世部隊！8人ライダー勢ぞろい      | - ヒルビラン（CV：八代駿，第27話） - グランバザーミー（CV：仁内達之） - 怪人II世部隊                                   | - 幪面超人1號（CV：池水通洋，第27、28話） - 幪面超人2號（第27、28話） - 幪面超人V3（CV：島田敏，第27、28話） - ライダーマン（CV：朝戸鉄也） - 幪面超人X（CV：永江智明） - 幪面超人AMAZON（第27、28話） - 幪面超人強者（CV：朝戸鉄也，第27、28話） | 田口勝彦 | 山田稔   |
| 4月11日        | 28   | 8人ライダー 友情の大特訓                     | - ヒルビラン（CV：八代駿，第27話） - グランバザーミー（CV：仁内達之） - 怪人II世部隊                                   | - 幪面超人1號（CV：池水通洋，第27、28話） - 幪面超人2號（第27、28話） - 幪面超人V3（CV：島田敏，第27、28話） - ライダーマン（CV：朝戸鉄也） - 幪面超人X（CV：永江智明） - 幪面超人AMAZON（第27、28話） - 幪面超人強者（CV：朝戸鉄也，第27、28話） | 田口勝彦 | 山田稔   |
| 4月18日        | 29   | 初公開！強化スカイライダーの必殺技           | - ヒカラビーノ（CV：八代駿）                                                                                           | - | 土筆勉   | 田中秀夫 |
| 4月25日        | 30   | 夢を食べる？アマゾンから来た不思議な少年     | - オオバクロン（CV：沢りつお） - 人間態・麻野夢太郎（演：藤森正義）                                                    | - | 江連卓   | 田中秀夫 |
| 5月2日         | 31   | 走れXライダー！筑波洋よ死ぬな!!              | - 黄金ジャガー（CV：玄田哲章） - トリカブトロン（CV：村越伊知郎） - 人間態・鬼島（演：長谷川弘）                       | - 幪面超人X | 江連卓   | 山田稔   |
| 5月9日         | 32   | ありがとう神敬介！とどめは俺にまかせろ!!     | - 黄金ジャガー（CV：玄田哲章） - トリカブトロン（CV：村越伊知郎） - 人間態・鬼島（演：長谷川弘）                       | - 幪面超人X | 江連卓   | 山田稔   |
| 5月16日        | 33   | ハロー！ライダーマン ネズラ毒に気をつけろ!!  | - ドブネズゴン（CV：仁内達之）                                                                                         | - ライダーマン | 鷺山京子 | 山田稔   |
| 5月23日        | 34   | 危うしスカイライダー！やって来たぞ風見志郎!! | - マントコング（CV：池水通洋） - タコギャング（CV：沢りつお）                                                          | - 幪面超人V3 | 土筆勉   | 平山公夫 |
| 5月30日        | 35   | 風見先輩！タコギャングはオレがやる!!         | - マントコング（CV：池水通洋） - タコギャング（CV：沢りつお）                                                          | - 幪面超人V3 | 土筆勉   | 平山公夫 |
| 6月6日         | 36   | 急げ一文字隼人！樹にされる人々を救え!!       | - キギンガー（CV：沼波輝枝） - 人間態（演：藤山律子） - ドラゴンキング（CV：仁内達之）                                 | - 幪面超人2號 | 江連卓   | 山田稔   |
| 6月13日        | 37   | 百鬼村の怪！洋も樹にされるのか？             | - キギンガー（CV：沼波輝枝） - 人間態（演：藤山律子） - ドラゴンキング（CV：仁内達之）                                 | - 幪面超人2號 | 江連卓   | 山田稔   |
| 6月20日        | 38   | 来たれ城茂！月給百万円のアリコマンド養成所   | - ガマギラス（CV：沢りつお） - ドクター・メデオ（演：三重街恒二）                                                      | - 幪面超人強者 | 土筆勉   | 山田稔   |
| 6月27日        | 39   | 助けて！2人のライダー!! 母ちゃんが鬼になる   | - オカッパ法師（CV：八代駿） - ウニデーモン（CV：沢りつお）                                                            | - 幪面超人2號 | 土筆勉   | 平山公夫 |
| 7月4日         | 40   | 追え隼人！カッパの皿が空をとぶ               | - オカッパ法師（CV：八代駿） - ウニデーモン（CV：沢りつお）                                                            | - 幪面超人2號 | 土筆勉   | 平山公夫 |
| 7月11日        | 41   | 怪談シリーズ 幽霊ビルの秘密                  | - クチユウレイ（CV：沼波輝枝）                                                                                         | - | 土筆勉   | 山田稔   |
| 7月18日        | 42   | 怪談シリーズ ゾンビー！お化けが生きかえる    | - ゾンビーダ（CV：八代駿） - 人間態・死人博士（演：西田良） - ゾンビー                                                 | - | 鷺山京子 | 山田稔   |
| 7月25日        | 43   | 怪談シリーズ 耳なし芳一 999の耳              | - ミミンガー（CV：二見忠男）                                                                                           | - | 江連卓   | 広田茂穂 |
| 8月1日         | 44   | 怪談シリーズ 呪いの化け猫 子供の血が欲しい！ | - ドロニャンゴー（CV：牧野和子） - 人間態（演：西村幸子）                                                              | - | 土筆勉   | 広田茂穂 |
| 8月8日         | 45   | 怪談シリーズ 蛇女が筑波洋を呪う！            | - ヘビンガー（CV：沼波輝枝） - 人間態・白川妙子（演：日高久美子） - アブンガー（CV：八代駿）                           | - | 江連卓   | 山田稔   |
| 8月15日        | 46   | 怪談シリーズ くだける人間！鏡の中の恐怖      | - カガミトカゲ（CV：川路夏子） - 人間態（演：大川万裕子） - アブンガー                                                 | - | 鷺山京子 | 山田稔   |
| 8月22日        | 47   | スカイライダー最大の弱点！0.5秒の死角をつけ  | - アブンガー | - | 江連卓   | 広田茂穂 |
| 8月29日        | 48   | 4人のスカイライダー 本物はだれだ？           | - ドロリンゴ（CV：沢りつお） - ニセスカイライダー                                                                      | - | 土筆勉   | 広田茂穂 |
| 9月5日         | 49   | ロケット発射！筑波洋を宇宙の墓場へ           | - ザンヨウジュー（CV：八代駿） - 人間態・阿久野もとじ（演：相沢治夫）                                                  | - | 土筆勉   | 山田稔   |
| 9月12日        | 50   | 君もアリコマンド少年隊に入隊せよ!?           | - タガメラス（CV：沢りつお）                                                                                           | - | 鈴木生朗 | 山田稔   |
| 9月19日        | 51   | ネオショッカー 紅白死の大決戦                | - リングベア（CV：池水通洋） - 人間態（演：玉井弘二）                                                                  | - | 鷺山京子 | 山田稔   |
| 9月26日        | 52   | 洋の父が生きていた！改造人間FX777とは？      | - 魔神提督 - ドクターX（演：高崎良三） - 隊長蛇塚（演：秋山敏） - 幻影怪人軍団                                         | - 幪面超人1號（CV：池水通洋，第54話） - 幪面超人2號（第53、54話） - 幪面超人V3（第54話） - 怪金剛（CV：曽我部和行，第54話） - 幪面超人X（CV：河原崎洋夫，第54話） - 幪面超人AMAZON（CV：上田弘司，第54話） - 幪面超人強者                         | 江連卓   | 奥中惇夫 |
| 10月3日        | 53   | 魔神提督の最期！そして大首領の正体は？       | - 魔神提督（第53話） - ネオショッカー大首領 - ドクロ暗殺隊                                                             | - 幪面超人1號（CV：池水通洋，第54話） - 幪面超人2號（第53、54話） - 幪面超人V3（第54話） - 怪金剛（CV：曽我部和行，第54話） - 幪面超人X（CV：河原崎洋夫，第54話） - 幪面超人AMAZON（CV：上田弘司，第54話） - 幪面超人強者                         | 江連卓   | 奥中惇夫 |
| 10月10日       | 54   | さらば筑波洋！8人の勇士よ永遠に...           | - 魔神提督（第53話） - ネオショッカー大首領 - ドクロ暗殺隊                                                             | - 幪面超人1號（CV：池水通洋，第54話） - 幪面超人2號（第53、54話） - 幪面超人V3（第54話） - 怪金剛（CV：曽我部和行，第54話） - 幪面超人X（CV：河原崎洋夫，第54話） - 幪面超人AMAZON（CV：上田弘司，第54話） - 幪面超人強者                         | 江連卓   | 奥中惇夫 |

## 剧场版
- 《假面骑士－8人骑士对银河王》

## 主题曲
片头曲
（第1話－第28話）
作詞：石ノ森章太郎，作曲、編曲：菊池俊輔，主唱：水木一郎、こおろぎ'73
（第29話－第54話）
作詞：石ノ森章太郎，作曲、編曲：菊池俊輔，主唱：水木一郎
片尾曲
（第1話－第28話）
作詞：八手三郎，作曲、編曲：菊池俊輔，主唱：水木一郎、こおろぎ'73
（第29話－第54話）
作詞：八手三郎，作曲：菊池俊輔，編曲：武市昌久（いちひさし），主唱：水木一郎、ザ・チャープス（イントロに小林克也）

## 引用來源
1. ↑  怪人大全集 1986，第109頁，「ネオショッカー（第1話-第6話）」
2. ↑  全怪獣怪人 下 1990，第85頁.
3. ↑  . 監修 金田益実. 朝日ソノラマ. 1998-05-30: 237. ISBN 4-257-03533-1.
4. 1 2  全怪獣怪人 下 1990，第86頁
5. ↑  全怪獣怪人・上 2003，第129頁.